# Мирославске Књињице
Мирославске Књињице (чеш. Miroslavské Knínice) је насељено мјесто са административним статусом сеоске општине (чеш. obec) у округу Знојмо, у Јужноморавском крају, Чешка Република.

## Становништво
Према подацима о броју становника из 2014. године насеље је имало 342 становника.